# 李中淑
李中淑，直隶乐亭县人，清朝政治人物、進士出身。
嘉庆七年壬戌科（1802年），登進士。以知县用，改教职，任大名府教授。